# 조렵견

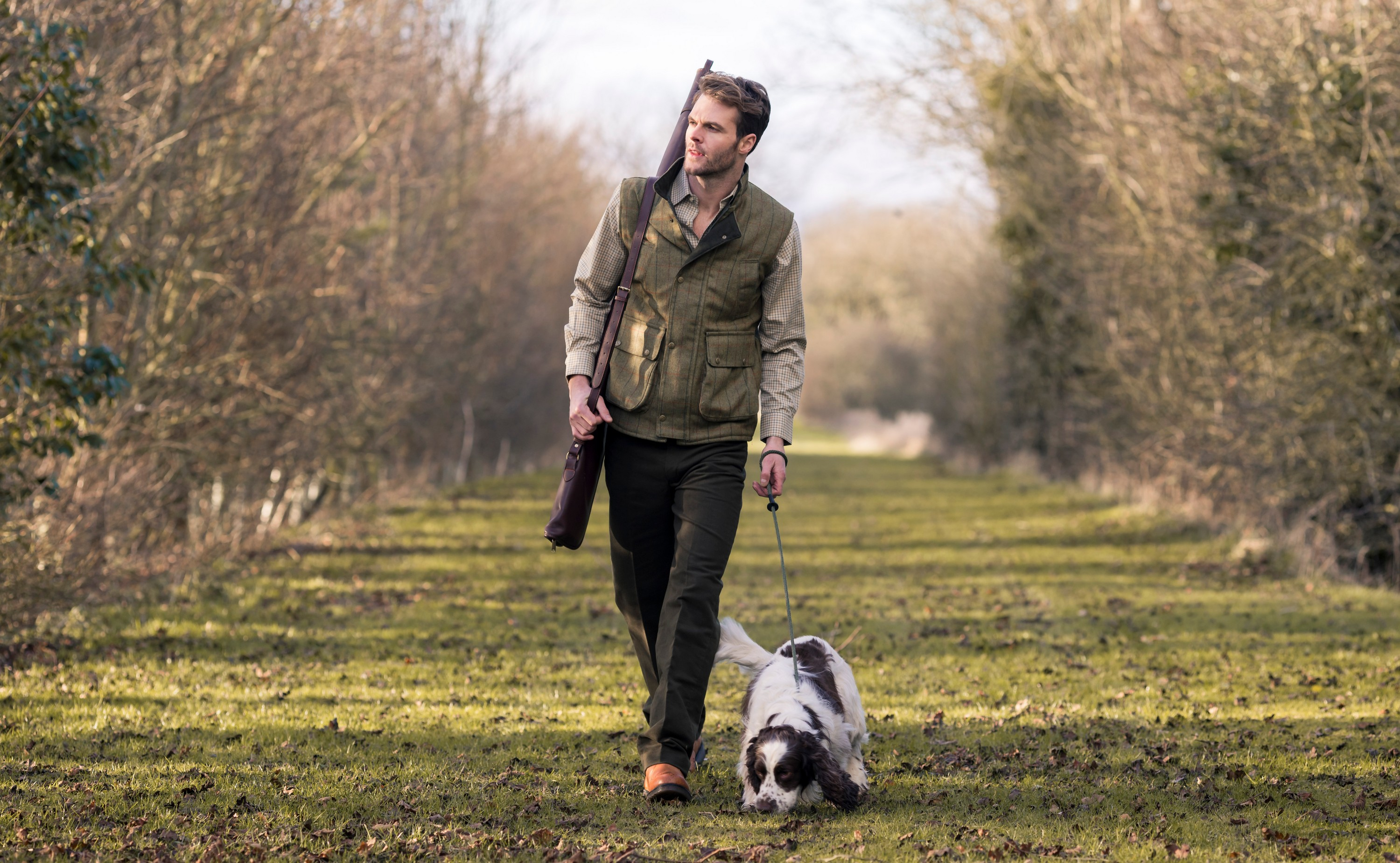
스패니얼 총을 든 개를 산책시키는 남자

조렵견(鳥獵犬, gun dog)은 사냥꾼을 돕는 사냥개로, 주로 새를 총으로 사냥하는 일을 돕는다. 역할에 따라 크게 세 가지로 나뉘는데, 사냥감을 찾는 포인팅 도그, 숨어있는 새를 하늘로 날려보내는 플러싱 도그, 총에 맞은 사냥감을 가져오는 리트리버가 그것이다.
포인팅 도그는 냄새로 사냥감을 찾다가 사냥감을 발견하면 그 방향을 가리키거나 자세를 낮추는 행동으로 사냥꾼에게 사냥감이 있음을 알리는데, 지시가 있을 때까지 움직이지 않도록 훈련받는다. 낮은 자세를 취하는 종류를 세터라고 부른다.
플러싱 도그는 풀숲 등에 뛰어들어가 숨어있는 새를 총에 맞기 좋도록 날려보내는 역할로, 스패니얼이 여기에 속한다.
리트리버는 총에 맞은 사냥감을 입으로 물어 가져온다. 리트리버는 총에 맞은 새가 어디에 떨어졌는지, 몇 마리나 있는지를 기억할 수 있다.